# Charles E. T. Lull
Charles Edward Teddy Lull (* 15. Januar 1880 in Washington, D.C.; † 12. November 1934 ebenda) war ein US-amerikanischer Offizier (Oberst). Er ist Initiator der American Military History Foundation.

## Leben
Lull wurde 1880 als Sohn des Marineoffiziers Edward P. Lull, einem Bürgerkriegsveteran, und dessen Frau Emma Terry, die aus einer angesehenen Neuengland-Familie entstammte, geboren. Er wuchs in Frankreich und den USA auf. Er studierte Metallurgie an der Lehigh University (B.S. 1900) in Bethlehem, Pennsylvania. 1901 erwarb er einen M.A. von der Columbia University in New York. Danach war er als Technischer Zeichner bei John Augustus Roebling tätig.
Sodann trat er in die New Jersey Army National Guard ein und wurde zum Corporal befördert. 1902 wurde er Second Lieutenant bei der Infanterietruppe der US Army. 1903 wurde er in das United States Army Coast Artillery Corps. 1910 absolvierte er die Coast Artillery School. 1920 erfolgte die Beförderung zum Major. Während des Ersten Weltkrieges fungierte er als Chief of Staff der 86th Infantry Division in Frankreich. 1921 besuchte er die École Superieure de Guerre in Frankreich. 1923 wechselte er zum Chemical Warfare Service und absolvierte die Chemical Warfare Service School. Weitere Beförderungen folgten, zum Lieutenant Colonel (1926) und zum Colonel (1934). 1928 besuchte er das Army War College und 1929 das Command and General Staff College.
Lull war Chief of the Historial Section des Army War College und publizierte einige Artikel. Am 9. Juni 1933 war er in Washington, D.C. gemeinsam mit einer kleinen Gruppe von Militärs Begründer der American Military History Foundation (AMHF). Er wurde auf der Gründungsversammlung zum Secretary Treasurer gewählt, gilt allerdings als Initiator der Organisation.
Er war ab 1905 verheiratet (mit einer Frau aus Kalifornien) und Vater eines Sohnes. 1934 verstarb er im Walter-Reed-Militärkrankenhaus in Washington, D.C. Er wurde auf dem Nationalfriedhof Arlington beigesetzt.